# 프랑크푸르트 전투
프랑크푸르트 전투는 제2차 세계 대전 기간 프랑크푸르트암마인에서 일어난 1945년 3월 26일부터 29일까지 4일 간의 시가전이다. 5 보병 사단이 주요 공격을 맡았으며 6 기갑 사단이 지원을 맡았다. 이 도시의 수비군은 7 군의 LXXX 군단이 지키고 있었다.
5 보병 사단은 3월 22일 라인강을 도하하고 재빨리 교두보를 만들었다. 3월 23일, 5 사단이 교두보에서 5마일(8.04km) 동쪽으로 전진하면서 이 사단은 프랑크푸르트 남서쪽 14마일(22.53km)까지 접근했다. 3월 25일 6 기갑 사단이 오펜헤임에서 라인 강을 건너 독일 북쪽을 향해 전진했다. 3월 26일 5 보병 사단이 도시 남부 외곽에 도달하여 라인-마인 공군기지를 점령했다. 6 사단이 5 사단과 만나면서 남쪽 외곽을 통해 마인강으로 진군했다. 놀랍게도, 5 사단은 강을 건널 수 있는 멀쩡한 다리를 발견했고 3월 27일 대포격을 한 이후 도시에 진입했다. 이후 2개 사단은 치열한 시가전으로 건물을 하나씩 점령하면서 천천히 진군했다. 3월 29일 미군은 도시를 완전 점령했지만 4월 4일까지 계속 산발적인 전투가 일어났다.
프랑크푸르트를 점령한 이후, 5 사단은 4월 7일까지 점령한 도시에 있다 루르 포위전에서 1군 3 군단을 지원하기 위해 북쪽으로 이동하라는 명령을 받았다.